# Tahakopa River
Der Tahakopa River ist ein in den Pazifik mündender Fluss auf der Südinsel von Neuseeland.

## Geographie
Der Fluss entspringt unterhalb des 431 m hohen Chimney in der Region Southland nahe der Grenze zur Region Otago, die er hauptsächlich durchströmt. Die Quelle liegt nordwestlich des Mount Pye, des höchsten Bergs der Catlins. Der Tahakopa River fließt erst in östlicher, dann in südlicher Richtung, bis er nach wenigen Kilometern auf das Nordende der Maclennan Range trifft. Dieser folgt er stetig mit der Beresford Range im Nordosten in südöstlicher Fließrichtung bis zur Mündung der Tahakopa Bay, einer Bucht des Südpazifiks nahe der Südspitze der Insel.

## Infrastruktur
Nahe der Quelle endet die von Norden kommende Morven Road, an die sich Wanderwege anschließen. Im Bereich der Maclennan Range führt die Tahakopa Valley Road durch die Ortschaft Tahakopa bis hin zur Ortschaft Papatowai an der Flussmündung, wo auch der Chaslands Highway verläuft.